# Coppa Intercontinentale 1989 (calcio)
La Coppa Intercontinentale 1989 è stata la ventottesima edizione del trofeo riservato alle squadre vincitrici della Coppa dei Campioni e della Coppa Libertadores.

## Avvenimenti
Vent'anni dopo la sua unica vittoria, si rivede in finale il Milan contro l'Atlético Nacional di Medellín, prima squadra colombiana a vincere la Copa Libertadores. L'incontro è preceduto da polemiche circa l'opportunità di una sua disputa, data la possibile vicinanza del team sudamericano al Cartello di Medellín, prontamente smentita dalle autorità colombiane.
A dispetto dei pronostici della vigilia, che danno la squadra rossonera come nettamente favorita, la partita si rivela equilibrata e molto tattica, grazie anche all'impostazione data dall'allenatore dei bianco-verdi Maturana alla sua squadra, per certi aspetti (pressing, gioco corto, utilizzo sistematico del fuorigioco) simile a quella utilizzata dal suo avversario Sacchi.
Penalizzato dall'assenza dell'infortunato Gullit, il Milan non riesce a esprimere la sua superiorità tecnica e si ritrova "ingabbiato" dalla squadra colombiana, il cui portiere Higuita non corre grandi pericoli in un primo tempo sostanzialmente giocato a centrocampo e, sebbene notevole per intensità e varietà tattica, poco ricco di reali occasioni da rete.
Nella ripresa l'ingresso di Usuriaga si rivelerà una mossa in grado di impensierire la retroguardia milanista, ben diretta da un buon Costacurta. Al minuto 65 Sacchi decide di far entrare Evani, posizionato a presidio della fascia sinistra, con Rijkaard al centro e Ancelotti a destra. La scelta sembra produrre i suoi risultati, con i rossoneri che si rendono più incisivi in attacco, ma non riesce comunque ad evitare la prosecuzione della partita ai tempi supplementari.
Nel tentativo di evitare il ricorso ai rigori, gli attacchi milanisti proseguono anche nelle frazioni supplementari. A pochi minuti dal termine della gara una percussione di Van Basten costringe la difesa colombiana a concedere un calcio di punizione ai limiti dell'area. Soppiantando il tiratore designato Donadoni, sarà Evani a tirare ed insaccare di sinistro, aggirando la barriera e a piazzare la palla nell'angolo basso della porta.
Il gol si rivelerà decisivo per l'assegnazione della Coppa, vinta nuovamente da una squadra italiana dopo quattro anni. Evani, l'autore della marcatura decisiva, sarà premiato al termine del match come miglior giocatore della partita.
Nel 2017, la FIFA ha equiparato i titoli della Coppa del mondo per club e della Coppa Intercontinentale, riconoscendo a posteriori anche i vincitori dell'Intercontinentale come detentori del titolo ufficiale di "campione del mondo FIFA", inizialmente attribuito soltanto ai vincitori della Coppa del mondo per club.

## Tabellino
| Arbitro: | Erik Fredriksson |

|            |           |  |
| Evani 119’ | Marcatori |  |

| Milan | Atlético Nacional |

| Milan         |    |                       |  |     |                  |
|               |    |                       |  |     |                  |
| P             | 1  | Giovanni Galli        |  |     |                  |
| D             | 2  | Mauro Tassotti        |  |     |                  |
| D             | 3  | Paolo Maldini         |  |     |                  |
| C             | 4  | Diego Fuser           |  | 65’ |                  |
| D             | 5  | Alessandro Costacurta |  |     |                  |
| D             | 6  | Franco Baresi (C)     |  |     |                  |
| C             | 7  | Roberto Donadoni      |  |     |                  |
| C             | 8  | Frank Rijkaard        |  |     |                  |
| A             | 9  | Marco van Basten      |  |     |                  |
| C             | 10 | Carlo Ancelotti       |  |     |                  |
| A             | 11 | Daniele Massaro       |  | 70’ |                  |
| Sostituzioni: |    |                       |  |     |                  |
| P             | 12 | Andrea Pazzagli       |  |     |                  |
| D             | 13 | Stefano Carobbi       |  |     |                  |
| C             | 14 | Alberico Evani        |  | 65’ | Man of the match |
| C             | 15 | Giovanni Stroppa      |  |     |                  |
| A             | 16 | Marco Simone          |  | 70’ |                  |
| Allenatore:   |    |                       |  |     |                  |
| Arrigo Sacchi |    |                       |  |     |                  |

| Atlético Nacional  |    |                       |  |     |
|                    |    |                       |  |     |
| P                  | 1  | René Higuita          |  |     |
| D                  | 2  | Andrés Escobar        |  |     |
| D                  | 3  | Gabriel Jaime Gómez   |  |     |
| D                  | 4  | Luis Fernando Herrera |  |     |
| D                  | 5  | Geovanis Cassiani     |  |     |
| C                  | 6  | José Ricardo Pérez    |  |     |
| C                  | 7  | Jaime Arango          |  | 46’ |
| C                  | 8  | Leonel Álvarez        |  |     |
| A                  | 9  | Níver Arboleda        |  | 46’ |
| C                  | 10 | Alexis García (C)     |  |     |
| A                  | 11 | John Jairo Trellez    |  |     |
| Sostituzioni:      |    |                       |  |     |
| D                  | 12 | León Villa            |  |     |
| A                  | 13 | Felipe Pérez          |  |     |
| D                  | 14 | Luis Fernando Suárez  |  |     |
| C                  | 15 | Gustavo Restrepo      |  | 46’ |
| A                  | 16 | Albeiro Usuriaga      |  | 46’ |
| Allenatore:        |    |                       |  |     |
| Francisco Maturana |    |                       |  |     |